# Серебряков, Дмитрий Георгиевич
Дми́трий Гео́ргиевич Серебряко́в (4 октября 1939, Москва — 13 сентября 2015, там же) —  советский и российский телеоператор, лауреат Государственной премии СССР.

## Биография
С 1958 года — ассистент телеоператора Центральной Студии телевидения. В 1962—1967 учился во ВГИКе. С 1967 года телеоператор творческого объединения «Экран».
С 1993 года — корреспондент и оператор творческо-производственного объединения «Республика» ВГТРК. С 1996 года — главный оператор АПН (ТВ-Новости). С 1998 года — старший оператор Дирекции по обеспечению эфира ОАО «Телекомпания НТВ».
Кандидат искусствоведения (1984), тема диссертации «Мастерство кинооператора в документально-публицистических жанрах телевидения». Доцент ВГИКа.

## Награды и звания
Лауреат Государственной премии СССР 1976 года в области литературы, искусства и архитектуры — за цикл телевизионных документальных фильмов «Программа мира в действии».
Награждён медалью ордена «За заслуги перед Отечеством» II (2007) и I степени (2011).